# Sulayman Saho
Sulayman Saho, né le 1er février 1997 en Gambie, est un footballeur international gambien évoluant au poste de milieu de terrain au Raja Casablanca.

## Biographie

### En équipe nationale
Il reçoit sa première sélection en équipe de Gambie le 27 mars 2015, en amical contre la Mauritanie (victoire 1-0).